# Micromáquina

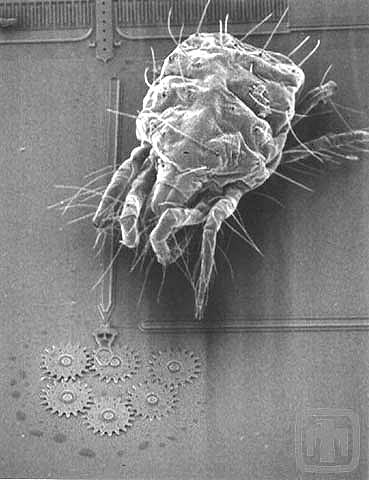
Um ácaro aranha ao lado de uma micro engrenagem.

Micromáquinas são objetos mecânicos que são fabricados da mesma maneira geral como circuitos integrados.  Seu tamanho geralmente é estimado entre 100 nanômetros a 100 micrômetros de tamanho, embora isso seja discutível.